# Jeff Schroeder
 Der er for få eller ingen kildehenvisninger i denne artikel, hvilket er et problem. Du kan hjælpe ved at angive troværdige kilder til de påstande, som fremføres i artiklen.

Jeff Kim Schroeder (født 4. februar 1974) er en amerikansk guitarist, der tidligere har spillet i The Lassie Foundation, men i øjeblikket er på turné med Smashing Pumpkins
I 1996 var Schroeder med til at danne The Lassie Foundation, og de indspillede tre album sammen. 22. maj 2007 var Schroeder overraskende med i Paris, da Smashing Pumpkins spillede deres første koncert i næsten syv år. Schroeder er således guitarist på bandets Zeitgeist Tour i 2007.